# Eyjafjarðarsveit
Eyjafjarðarsveit è un comune islandese della regione di Norðurland eystra.